# Piper caducibracteum
Piper caducibracteum är en pepparväxtart som beskrevs av C. Dc.. Piper caducibracteum ingår i släktet Piper och familjen pepparväxter. Inga underarter finns listade i Catalogue of Life.